# Aeroportul Colonel Hill
Aeroportul Colonel Hill (IATA: CRI, ICAO: MYCI) este un aeroport din Colonel Hill, Crooked Island⁠(d), Bahamas.
Situat la o altitudine de 6 m, aeroportul dispune de o singură pistă.